# Абу Усман Гімринський
Сулейманов Магомед Алійович (авар. Сулайманов ГІалил МухІаммад, він же Абу Усман Гімринський; 29 лютого 1976, с. Гімри Унцукульського району ДАРСР — 11 серпня 2015, с. Гімри Унцукульського району Республіки Дагестан) — 3-й амір самопроголошеної держави Імарат Кавказ, наступник Алі Абу Мухаммеда.
У рідному селі закінчив загальноосвітню школу, після чого, у селі Учкент, продовжив навчання у дуже авторитетного, на той час, шейха Мухаммеда Аль-Хуштада. Молодий Сулейманов добре вивчив книги з шаріатського права та арабської мови. З 1992 року навчався у Сирії, закінчив світсько-шаріатський університет Фатх аль-Ісламі у Дамаску (1998), після чого, у 2005 році, повернувся до Дагестану, де читав проповіді у центральній мечеті Гімри.
У 2005 році вихованці Сулейманова створили «Гімринський джамаат», аміром якого обрали свого вчителя. Відтоді Абу Усман Гімринський перебував у лавах збройного підпілля Імарату Кавказ. У жовтні 2005 року спланував та особисто командував нападом на підрозділ ОМОНу, що тримав в облозі повстанців у гімринському тунелі. У цьому бою Сулейманов одержав перемогу над федералами, яка зміцнила його авторитет в очах повстанців. У 2006 році обраний аміром моджахедів Вілаяту Дагестан.
У 2008 році був амністований владою РФ та виконував функції місцевого шаріатського судді. Користувався повагою як серед підпілля, так і серед цивільних. Водночас набув авторитету справедливого судді, які неодноразово, у судових справах між підпіллям та селянам, виносив рішення на користь цивільних і навіть обкладав штрафами та стягненням окремих амірів.
У 2009 році, після вбивства відомого салафітського вченого Муртазали Магомедова, Сулейманов знову повертається до лав збройного підпілля Імарату Кавказ. За твердженнями російського ФСБ, повернення Сулейманова до підпілля було пов'язано з тиском та осудом «легалізації» з боку авторитетного аміра Магомеда Вагабова. З 2009 року Абу Усман Гімринський організовує та керує цілою низкою диверсійних атак на російських військових та поліцію.
Протягом багатьох років перебував у федеральному розшуку, за інформацію про місце знаходження Магомеда Сулейманова влада РФ пропонувала винагороду розмірі понад 1 млн рублів.
У ніч з 11 на 12 квітня 2013 року, з групою бійців (на чолі з тодішнім верховним аміром Імарату Кавказ Алі Абу Мухаммедом) потрапив в оточення у рідному селі Гімри. Однак в ранці 12 квітня, в числі інших повстанців, з боєм прорвався з оточення.
2 липня 2015 року, після загибелі Алі Абу Мухаммеда, був обраний новим верховним аміром Імарату Кавказ.
Загинув 11 серпня 2015 року у бою з російськими військовими у селі Гімри.